# Josephine Weinlich
Josephine Weinlich, laut Taufbucheintrag mit den Vornamen Josefa Maria, verh. Amann-Weinlich, Schreibvarianten ihres Namens sind: Josephine Weinlich-Amann, Josephine Amann, Josephine Weinlig, Josefine Amann-Weinlich, Josefine Weinlich, Josefine Weinlich-Amann, Josefine Amann, Josefine Weinlig (* 2. August 1848 in  Dechtice; † 9. Jänner 1887 in Lissabon) war Pianistin, Violinistin, Komponistin und Dirigentin. Sie gründete in Wien Ende der 1860er Jahre das erste europäische Damenorchester, das bis 1879 als „Weinlich’sches Damenorchester“, „Wiener Damencapelle“, „Wiener Damenorchester“ oder „Erstes Europäisches Damenorchester“ Tourneen durch ganz Europa und die USA unternahm und international als Vorbild für viele weitere Gründungen von Damenorchestern wirkte.

## Leben
Josephine Weinlich war die Tochter des Kaufmanns und Amateurmusikers Franz Weinlich und dessen dritter Ehefrau Josepha geb. Hoschna. Er gab ihr ersten Klavierunterricht, ihre Schwester Elisa Weinlich (1855–nach 1920) wurde als Violoncellistin und ihre Schwester Karoline Weinlich (1850–ca. 1909) als Flötistin ausgebildet.
Josephine Weinlich wirkte besonders in den 1860ern und 1870ern in Wien. Sie gründete um 1868 ein Damenquartett, das zunächst privat auftrat. Das Quartett erweiterte sich schnell durch mehrere Musikerinnen zum Sextett und Septett und im selben Jahr entstand hieraus das Damenorchester, das auch öffentlich auftrat. Unter Josephine Weinlichs Leitung wurden erste Tourneen durch Österreich, Ungarn, Italien und Deutschland unternommen. Das Orchester spezialisierte sich auf Unterhaltungsmusik, da im 19. Jahrhundert ernste Kammer- und Orchestermusik männlich konnotiert war, Streichquartette und Orchester waren bis Ende des 19. Jahrhunderts mehrheitlich von Männern besetzt. So bildete sich eine Nische der Unterhaltungsmusik, in der Damenorchester oder -kapellen sowie Damenstreichquartette öffentlich konzertieren konnten und auch überwiegend akzeptiert wurden. Dennoch wurden sie oft als „Exoten und (visuelle) Attraktionen belächelt, unabhängig davon, ob die jeweiligen Instrumentalistinnen eine qualifizierte musikalische Ausbildung genossen hatten oder nur laienhaft spielen konnten.“ Auch bestand das Problem einer angemessenen Bezahlung von Frauenensembles, wodurch viele aufgrund fehlender Einnahmen nur eine relativ kurze Existenz aufwiesen. Weinlichs Orchester führte hauptsächlich zeitgenössische Tanzkompositionen, Ouvertüren, Potpourris aus Opern auf sowie Kompositionen von Josephine Weinlich, wie z. B. die „Polcas françaises“ „Gruß an Graz“ und „Frühlingsluft“ und ein Potpourri für Streichorchester. Später wurden aber auch ernstere Stücke in das Repertoire aufgenommen.

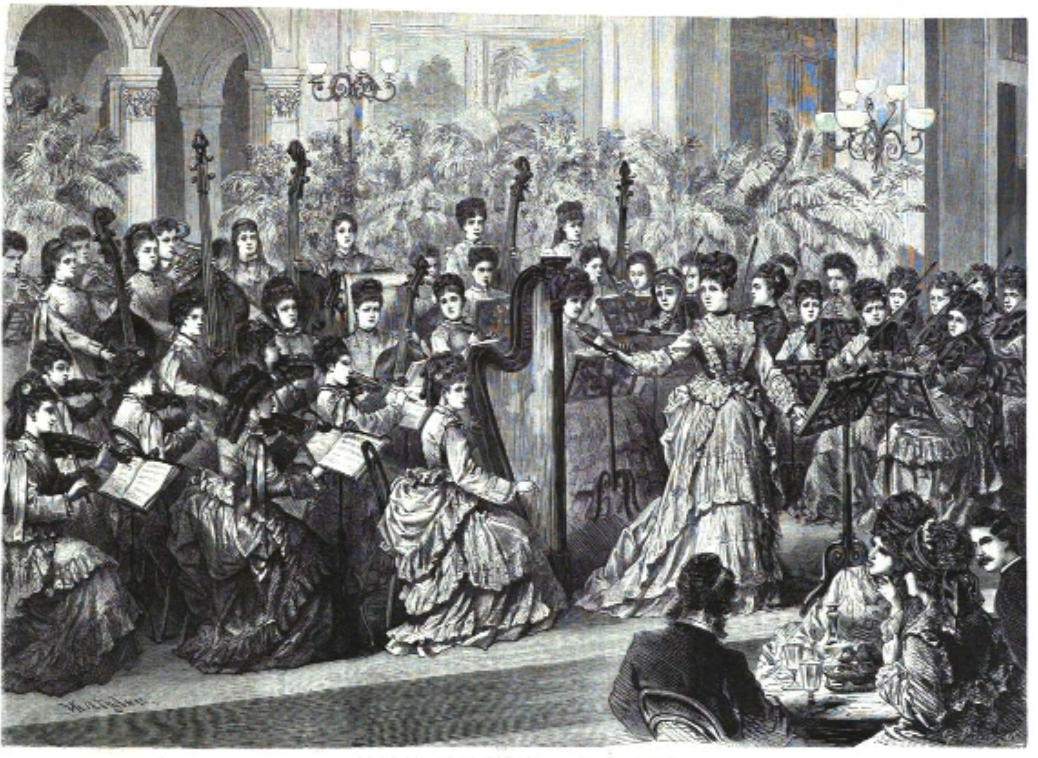
Josephine Weinlichs Damenorchester, Abbildung in: Über Land und Meer 1874, Bd. 31, S. 505 (Holzschnitt von Vincenz Katzler)

Am 10. Jänner 1870 heiratete Josephine Weinlich den Musikdirektor Ebo Fortunatus Ritter von Amann (1846–1899). Er befürwortete ihre musikalische Laufbahn und unterstützte sie u. a. bei der Programmauswahl und fungierte als Direktor des Damenorchesters. Das Paar hatte drei Kinder: Ebo (* um 1870 – nach 1907), Romeo (Ebo) (12. Mai 1875 – 1948) und Elsa Antoinette (5. Apr. 1876 – 1919) eine gemeinsame Tochter, Elsa Antoinette (1876–1919).
1871 tourte das Damenorchester durch die USA in insg. 42 Städten, unterstützt durch einen dortigen Konzertagenten Rullmann, 1873 folgte eine Tournee nach St. Petersburg. Das 1873 inzwischen auf 40 Mitglieder angewachsene Orchester setzte sich nun aus 33 Frauen aus unterschiedlichen Ländern und sieben Knaben aus Dresden als Blechbläser zusammen und „[wagte] den Sprung von den Vergnügungslokalen in den Großen Musikvereinssaal“ in Wien. 1873 spielte das Orchester auch während der Wiener Weltausstellung in den Blumensälen der k. k. Gartenbaugesellschaft. Es folgten Konzertreisen nach Deutschland (u. a. in Leipzig, Berlin und Hamburg), nach Paris, Italien und England. Nach Konzerten 1875 in Wien tourte das Orchester in Riga und Königsberg sowie 1876 in Skandinavien und in den Niederlanden. Eine letzte Konzertreise führte nach Marseille im Jahr 1879.
1878/79 wirkte Josephine Weinlich-Amann als Pianistin in dem von ihr gegründeten Cäcilien-Quartett, bestehend aus ihrer Schwester Elise (Violoncello), Marianne Stresow (Violine) und Charlotte Deckner (Viola), und trat in Schweden, Dänemark, Deutschland und der Schweiz auf.
Auf einer Konzertreise mit ihrer Schwester Elise und dem Sänger Georg Harmsen sowie ihrem Mann erreichte Josephine Weinlich-Amann im Jänner 1879 Lissabon. Auf Initiative ihres Mannes übernahm Josephine für mehrere Monate die Direktion des dortigen städtischen Orchesters. Sie ließ sich mit ihrer Familie dauerhaft in Lissabon nieder und wirkte dort als Klavierpädagogin und Redakteurin der von ihrem Mann finanzierten Gazeta musical, in der auch einige ihrer Klavierwerke publiziert wurden. Für eine Spielzeit im Jahr 1879 übernahm sie auch die Leitung des Orchesters im Lissaboner Teatro de S. Carlos.
Am 9. Jänner 1887 verstarb Josephine Amann-Weinlich im Alter von 38 Jahren in Lissabon an Tuberkulose.

## Werke
- Musik für Salonorchester; Klavierwerke (Frauenemanzipations Marsch; Freie Gedanken [Walzer], Sirenen Lieder [Polka Mazurka], Die Frivole [Polka française], Impromptu, op. 20, Danse des nymphes, op. 27, Für Herz und Gemüth, op. 30); Cellowerke (Traum in Neapel); Lieder (Das Wackeln, Es ist im Wachsen).[6]
- Viele ihrer Kompositionen gelten als verschollen, derzeit ist nur ein kleiner Teil ihres Gesamtwerkes bekannt.[2] Ab 1869 wurden einige ihrer Werke in Wiener Musikverlagen publiziert.[8]